# Yangnyeongsi

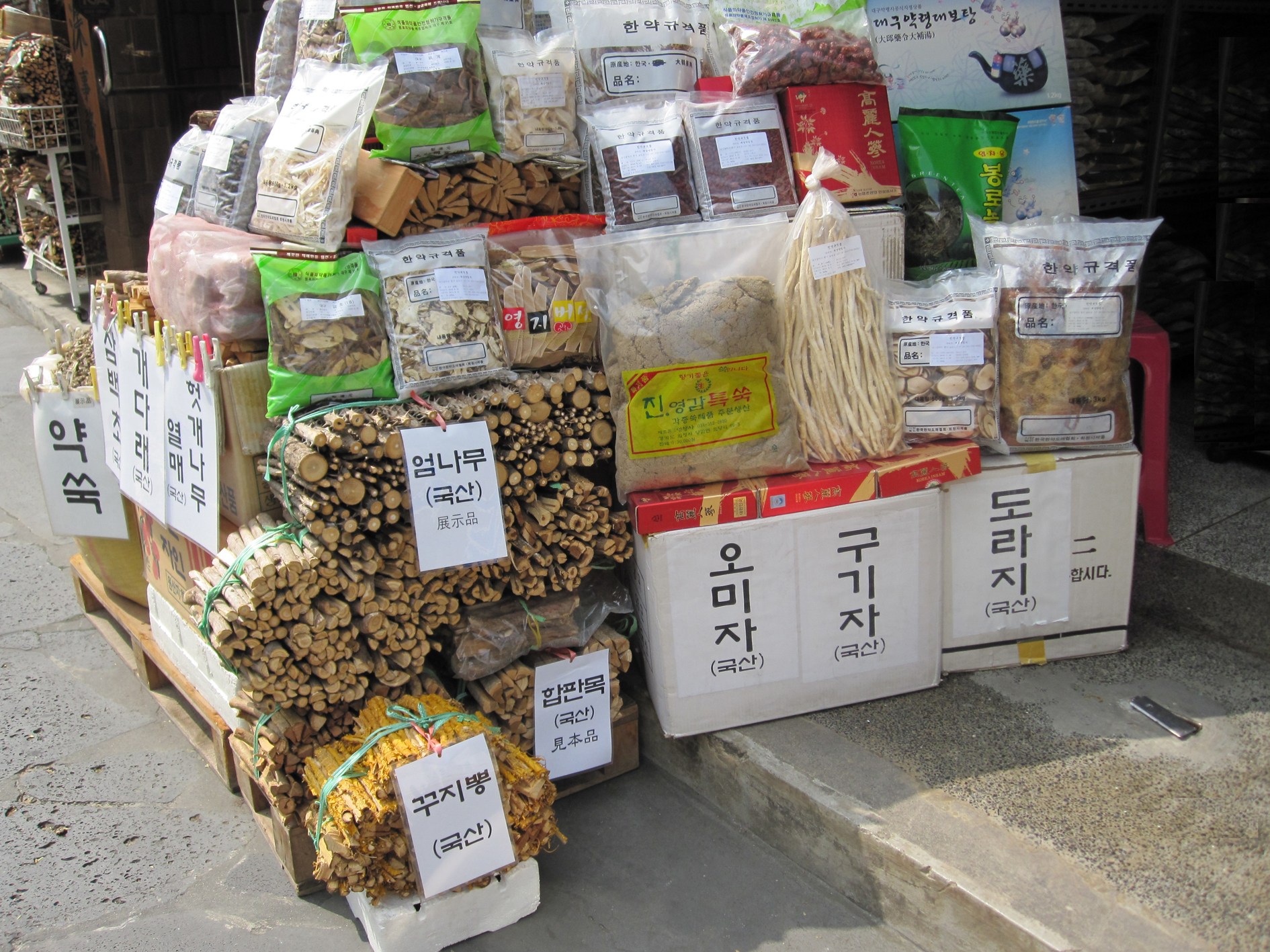
Auslage eines Händlers im Arzneimittelmarkt (Yangnyeongsi) von Daegu

Yangnyeongsi (藥令市, 약령시), etwa so viel wie „Offizieller Medizinmarkt“, ist die koreanische Bezeichnung für traditionelle Kräuter- und Heilmittelmärkte. Die ersten Märkte dieser Art kamen während der Joseon-Dynastie auf. Einige spielen noch heute eine wichtige Rolle in der Versorgung von Händlern und Kranken Südkoreas.

## Geschichte

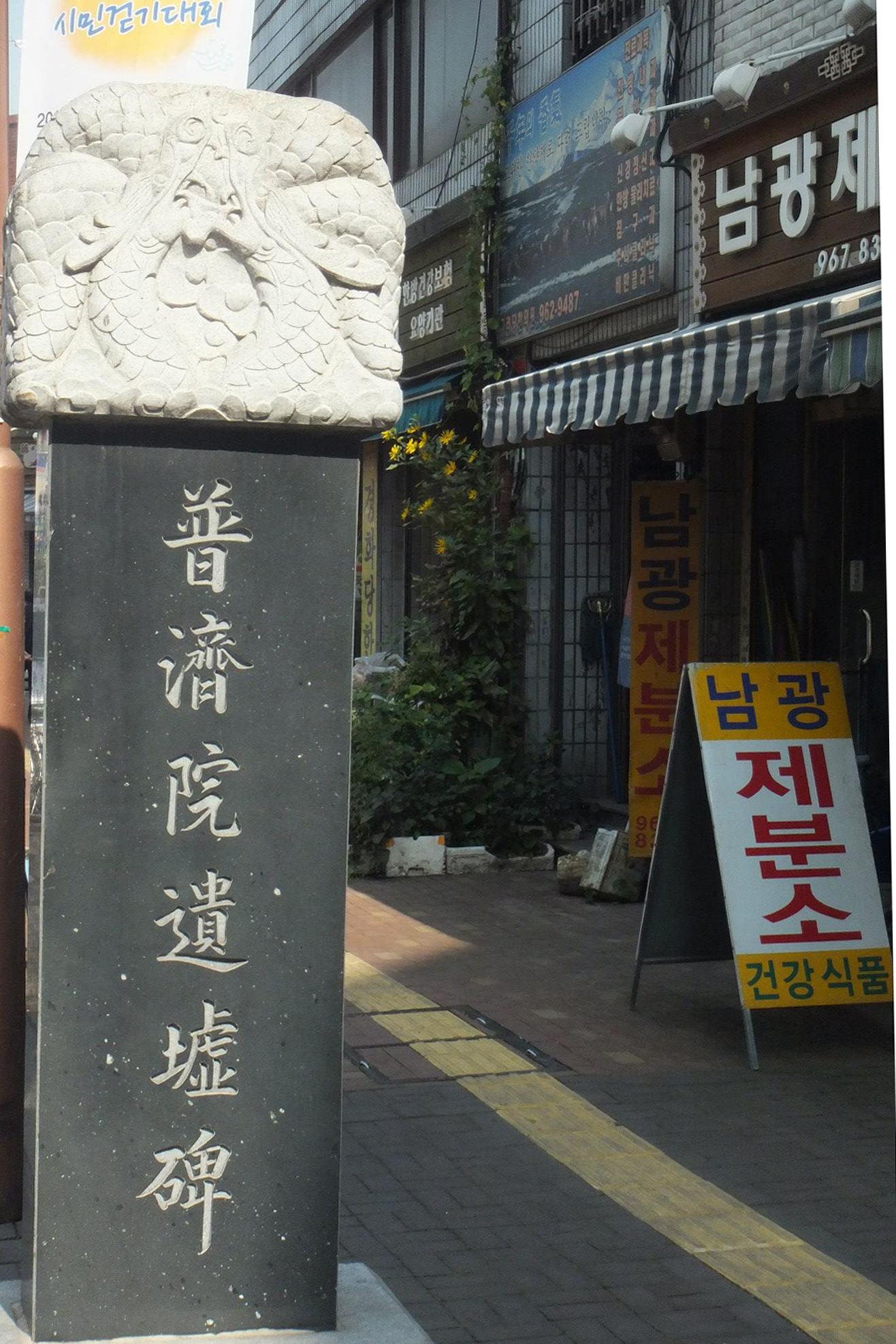
Gedenkstein zur Markierung des Sitzes der ehemaligen Fürsorge- und Krankenpflege-Einrichtung Bojewon in Seoul

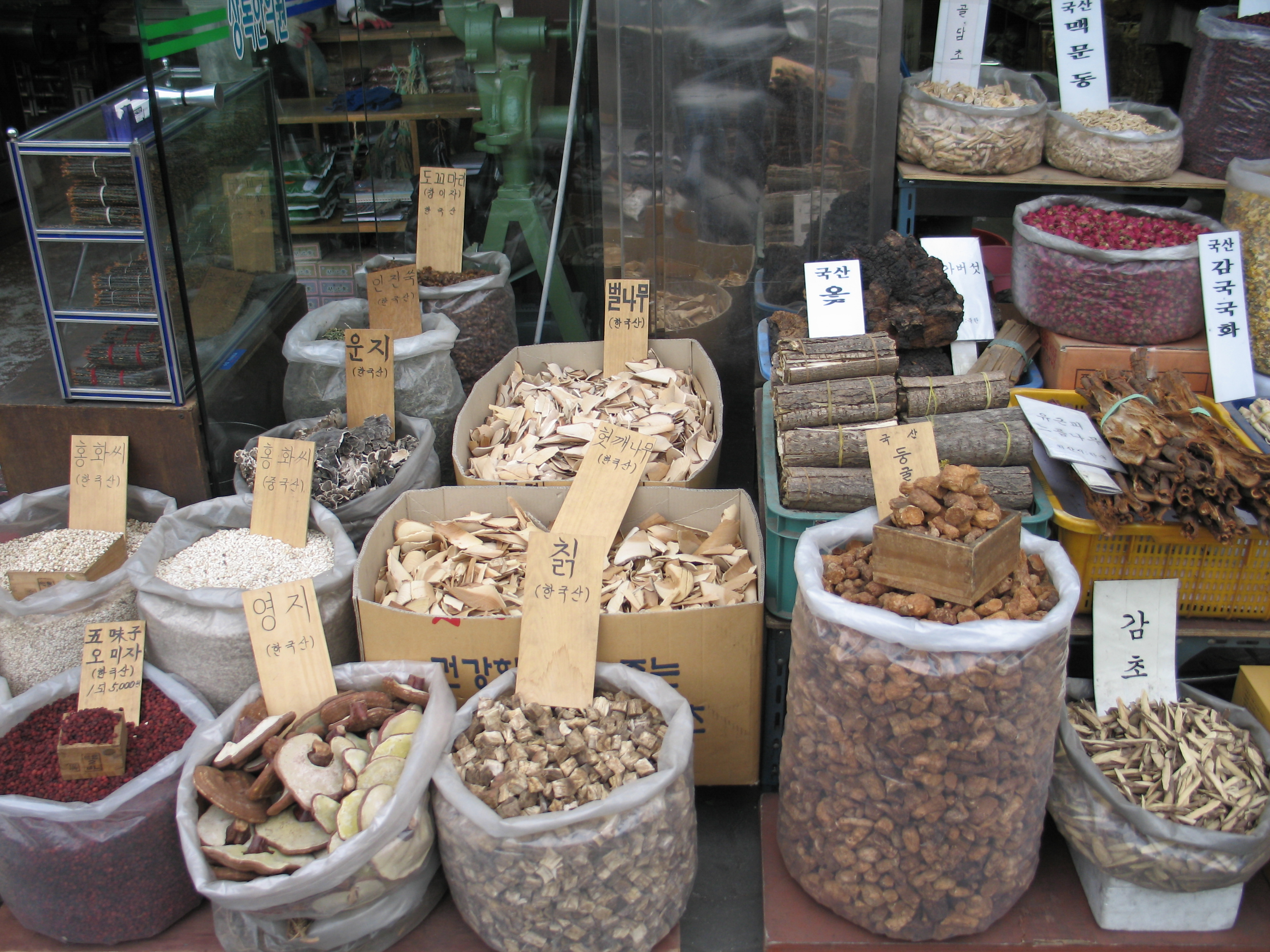
Heilmittelhändler in Seoul

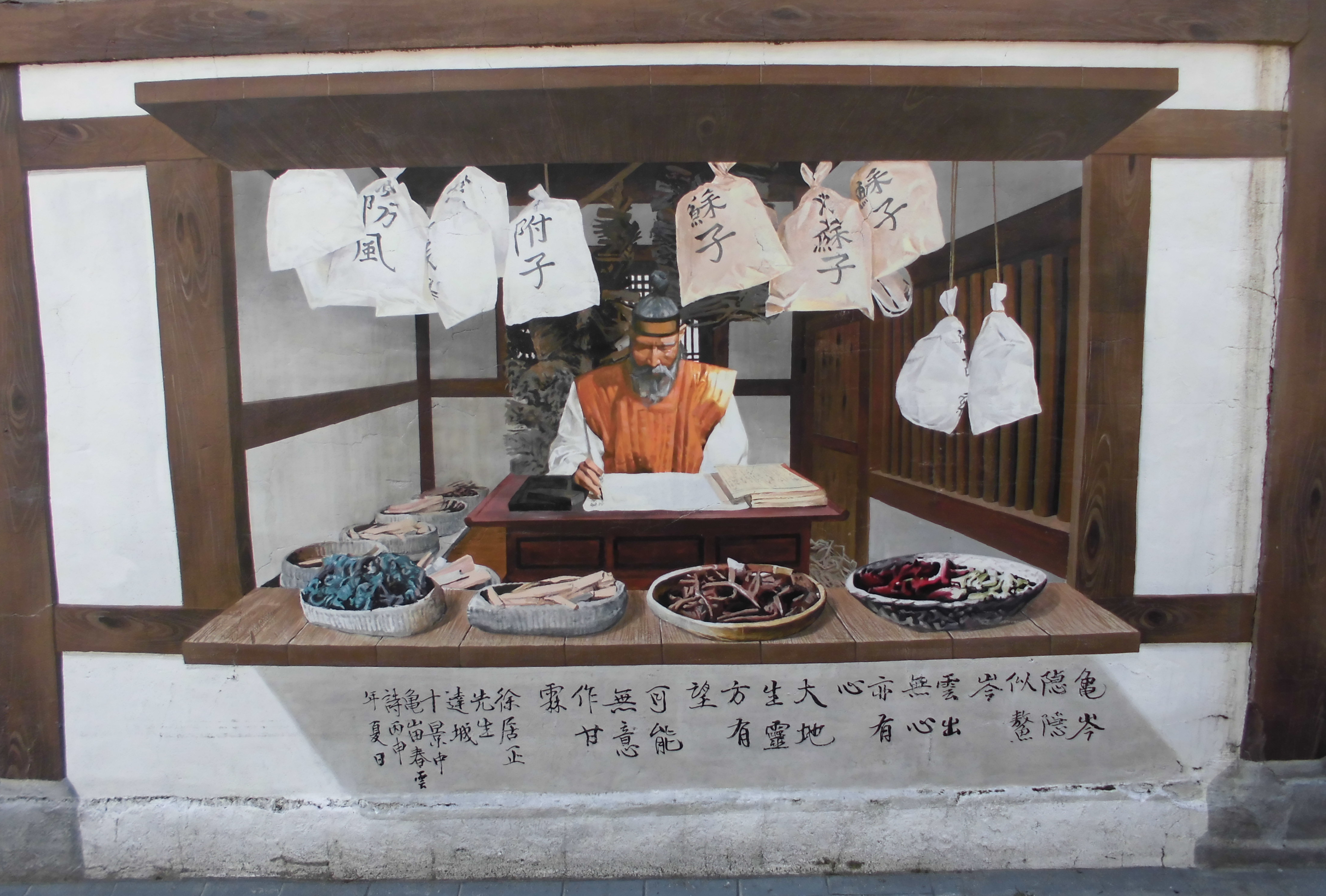
Modernes Wandgemälde eines traditionellen Arzneimittelhändlers im Yangnyeongsi Arzneimittelmarkt von Daegu

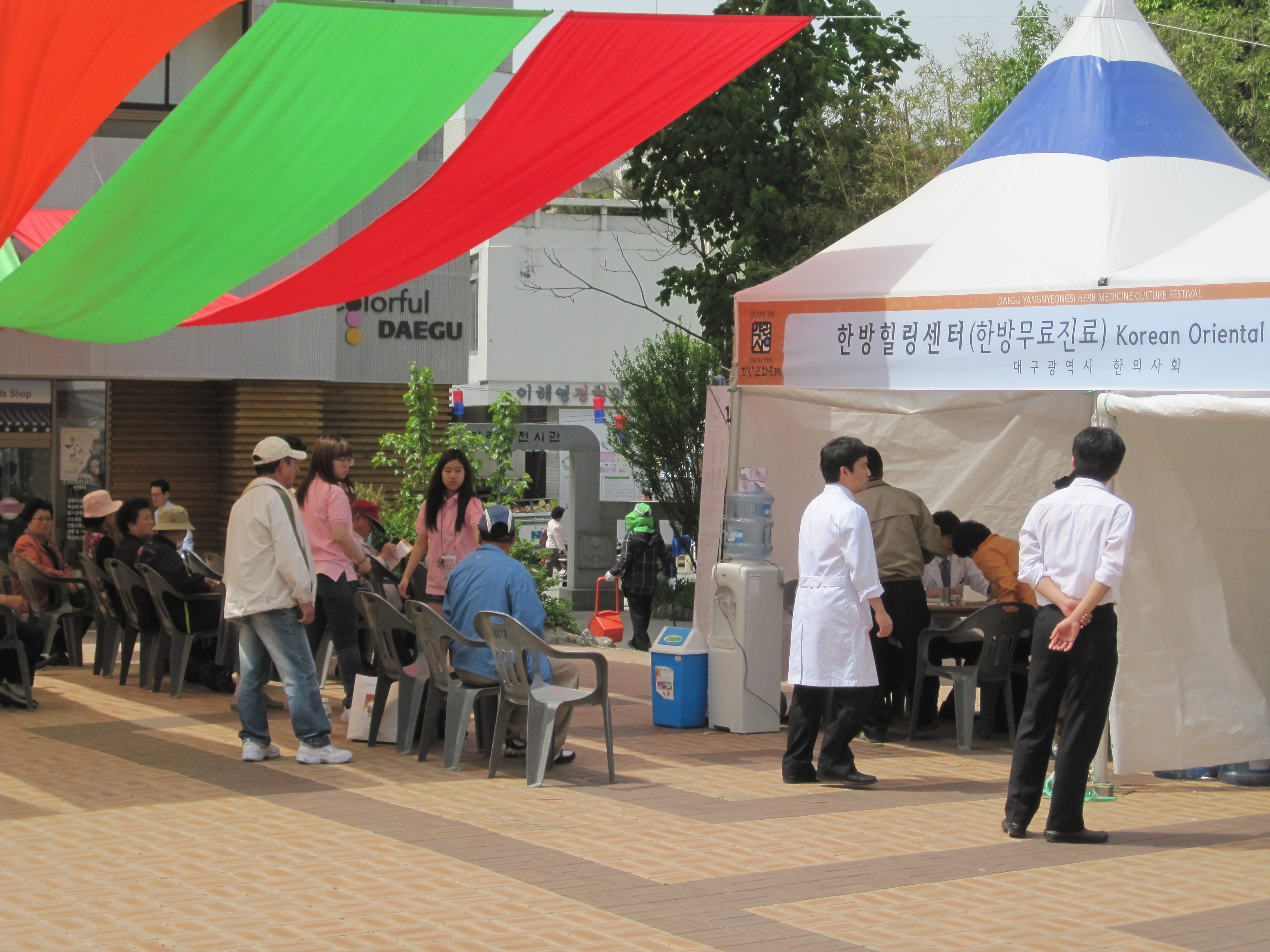
Kostenlose Konsultation während des "Herb Medicine Culture Festivals" in Daegu

Die Gründung der offiziellen Heilmittelmärkte begann im 2. Jahr der Herrschaft des Königs Hyojong, des 17. Königs der Joseon-Dynastie, der von 1650 bis 1659 regierte. Als Sitz wählte man gut erreichbare Verwaltungszentren in den Provinzen Gyeongsang-do, Gangwon-do und Jeolla-do, den wichtigsten Produktionsstätten für einheimische Kräuter. Zunächst handelte es sich um einen im zweiten und zehnten Monat des Mondkalenders, also im Frühjahr und Herbst abgehaltenen Markt von etwa zehn Tagen, denn dies waren die Jahreszeiten, in denen Kräuter gesammelt, zum Markt gebracht und umgeschlagen wurden. Manche Händler erschienen nur zu diesen Terminen, andere ließen sich nieder, so dass Marktstraßen entstanden.
In Daegu (Daegu Yangnyeongsi) liegt der älteste Markt dieser Art. Hier fanden sich auch Händler aus dem benachbarten China ein, während japanische Kaufleute aus dem Lehen Tsushima-Fuchū, die ihre  Niederlassung (Waegwan) in Busan nicht verlassen durften, über Mittelsmänner Ginseng und andere Drogen einkauften. Einst fand der Markt in der Nähe eines Tors der von einer Wallmauer umgebenen Stadt statt. Nach der Annexion Koreas durch Japan im Jahre 1910 riss man diese ab und plante, den Markt für immer zu schließen. Nach heftigem Widerstand der Bevölkerung verlegte man ihn schließlich auf die heutige Stelle.
Ein gleichartiger Markt wurde im 17. Jahrhundert in Seoul (seinerzeit Hanyang, später Hanseong genannt) eingerichtet. In der Nähe gab es einst auch eine Einrichtung zur Bedürftigen- und Krankenfürsorge (Bojewon, 普濟院). Gegen Ende der Kolonialzeit wurde der Markt von den japanischen Behörden im Zuge der Eindämmung der Unabhängigkeitsbewegung geschlossen. Erst in den 1960er Jahren blühte er erneut auf. Heute werden hier etwa zwei Drittel aller traditionellen Heilmittel Südkoreas umgeschlagen.
Unter den modernen Gründungen ist besonders der Arzneimittelmarkt von Jeonju (Jeonju Yangnyeongsi) zu nennen, der Ende 1932 entstand und besonders die Kräuter der Insel Jeju (Jejudo), der Berge Jirisan, Naejangsan, Deogyusan und von der Halbinsel Byeonsanbando umschlägt.
Sowohl in Daegu (Mai) als auch in Seoul (Oktober) finden heute alljährlich Feste zur traditionellen Medizin („Yangnyeongsi Herb Medicine Culture Festival“) statt. Im selben Viertel beider Märkte gibt es zudem kleine Museen: Seoul Yangnyeongsi Herb Medicine Museum und Daegu Yangnyeongsi Museum of Oriental Medicine.